# Papiu Ilarian
Papiu Ilarian (autrefois Buduil de Câmpie) ou Mezőbodon en hongrois (Boden en allemand) est une commune roumaine du județ de Mureș, dans la région historique de Transylvanie et dans la région de développement du Centre.

## Géographie
La commune de Papiu Ilarian est située dans le nord-ouest du județ, sur le cours supérieur de la rivière Lechința, affluent de la rive droite du Mureș, dans les collines de Combod, à 12 km au nord-est de Luduș et à 28 km à l'ouest de Târgu Mureș, le chef-lieu du județ.
La municipalité est composée des cinq villages suivants (population en 2002) :
- Dobra (48) ;
- Merișoru (124) ;
- Papiu Ilarian (718), siège de la municipalité ;
- Șandru (0) ;
- Ursoaia (123).

## Histoire
La première mention écrite du village date de 1332 sous le nom de Budun.
La commune de Papiu Ilarian a appartenu au royaume de Hongrie, puis à l'empire d'Autriche et à l'Empire austro-hongrois.
En 1876, lors de la réorganisation administrative de la Transylvanie, elle a été rattachée au comitat de Torda-Aranyos dont le chef-lieu était la ville de Torda.
La commune de Papiu Ilarian a rejoint la Roumanie en 1920, au traité de Trianon, lors de la désagrégation de l'Autriche-Hongrie. Après le deuxième arbitrage de Vienne, elle a été occupée par la Hongrie de 1940 à 1944, période durant laquelle sa petite communauté juive fut exterminée par les Nazis. Elle est redevenue roumaine en 1945.
Elle a changé de nom pour honorer l'historien et révolutionnaire roumain Alexandru Papiu-Ilarian (1827-1877), originaire du village.

## Politique
| Parti | Parti                                                 | Sièges |
| ----- | ----------------------------------------------------- | ------ |
|       | Union démocrate magyare de Roumanie (UDMR)            | 4      |
|       | Parti social-démocrate (PSD)                          | 2      |
|       | Parti national libéral (PNL)                          | 1      |
|       | Union nationale pour le progrès de la Roumanie (UNPR) | 1      |
|       | Parti populaire hongrois de Transylvanie (PPMT)       | 1      |

## Religions
En 2002, la composition religieuse de la commune était la suivante :
- Réformés, 51,43 % ;
- Chrétiens orthodoxes, 41,95 % ;
- Adventistes du septième jour, 4,83 % ;
- Catholiques romains, 1,18 %.

## Démographie
En 1910, la commune comptait 718 Roumains (46,26 %), 791 Hongrois (50,97 %) et 42 Tsiganes (2,71 %).
En 1930, on recensait 706 Roumains (43,34 %), 853 Hongrois (52,36 %), 20 Juifs (1,23 %) et 42 Tsiganes (2,58 %).
En 2002, 434 Roumains (42,84 %) côtoient 569 Hongrois (56,16 %) et 10 Tsiganes (0,98 %). On comptait à cette date 363 ménages et 368 logements.
| 1850  | 1880  | 1900  | 1910  | 1930  | 1956  | 1977  | 1992  | 2002  |
| ----- | ----- | ----- | ----- | ----- | ----- | ----- | ----- | ----- |
| 1 209 | 1 241 | 1 369 | 1 552 | 1 629 | 2 193 | 1 434 | 1 024 | 1 013 |

| 2007 | - | - | - | - | - | - | - | - |
| ---- | - | - | - | - | - | - | - | - |
| 999  | - | - | - | - | - | - | - | - |

## Économie
L'économie de la commune repose sur l'agriculture et l'élevage.

## Lieux et monuments
- Papiu Ilarian, église réformée du XIVe siècle.